# Saint-Géraud
Saint-Géraud è un comune francese di 75 abitanti situato nel dipartimento del Lot e Garonna nella regione della Nuova Aquitania.

## Società

### Evoluzione demografica
Abitanti censiti